# André-Jean Vérineux
André-Jean Vérineux (Reims, 4 novembre 1897 – Hwalien, 10 gennaio 1983) è stato un missionario e vescovo cattolico francese.

## Biografia
Entrò nella Società per le missioni estere di Parigi 30 settembre 1919 e il 23 dicembre 1922 fu ordinato prete: partì per la missione della Manciuria meridionale il 16 aprile 1923.
Nel 1946, alla morte dell'arcivescovo Jean-Marie-Michel Blois, fu nominato vicario capitolare dell'arcidiocesi di Shenyang e mantenne la carica fino al 14 luglio 1949, quando fu eletto primo vescovo di Yingkou, il cui territorio era stato staccato da quello dell'arcidiocesi di Shenyang.
Espulso dalla Cina nel 1951, si rifugiò a Taiwan, dove nel 1952 fu nominato amministratore apostolico della prefettura di Hwalien: nel 1963, per il servizio alla prefettura, eresse la congregazione delle Suore di Santa Marta.
Prese parte al Concilio Vaticano II.
Si dimise da amministratore apostolico nel 1973 e morì a Taiwan nel 1983.

## Genealogia episcopale
La genealogia episcopale è:
- Cardinale Scipione Rebiba
- Cardinale Giulio Antonio Santori
- Cardinale Girolamo Bernerio, O.P.
- Arcivescovo Galeazzo Sanvitale
- Cardinale Ludovico Ludovisi
- Cardinale Luigi Caetani
- Cardinale Ulderico Carpegna
- Cardinale Paluzzo Paluzzi Altieri degli Albertoni
- Papa Benedetto XIII
- Papa Benedetto XIV
- Papa Clemente XIII
- Cardinale Marcantonio Colonna
- Cardinale Giacinto Sigismondo Gerdil, B.
- Cardinale Giulio Maria della Somaglia
- Cardinale Carlo Odescalchi, S.I.
- Vescovo Eugène de Mazenod, O.M.I.
- Cardinale Joseph Hippolyte Guibert, O.M.I.
- Cardinale François-Marie-Benjamin Richard
- Arcivescovo Gustave Mutel, M.E.P.
- Vescovo Auguste Gaspais, M.E.P.
- Vescovo André-Jean Vérineux, M.E.P.